# Haematochiton
Haematochiton é um género de coleópteros da família Erotylidae.